# Мария Французская (герцогиня Брабанта)
Мария Французская (1198 — 15 августа 1224) — французская принцесса, дочь короля Франции Филиппа II и его третьей жены Агнессы Меранской.

## Законность рождения
Чтобы жениться на Агнессе, отцу Марии — Филиппу — пришлось развестись со своей второй нелюбимой женой Ингеборгой Датской. Папа Иннокентий III отказал Филиппу в разводе. Несмотря на это Филипп все же женился повторно. Изначально его выбор пал на Маргариту Женевскую, но они не поженились. Филипп женился на Агнессе в 1196 году. Агнесса родила Марию, а затем её брата Филиппа I, графа Булони.
Иннокентий III объявил брак Филиппа с Агнессой недействительным, поскольку в глазах Бога он всё ещё был женат на Ингеборге. Он приказал королю расстаться с Агнессой; когда он этого не сделал, папа отлучил Францию от церкви в 1199 году. Это продолжалось до 7 сентября 1200 года. Нуждаясь в союзе с братом Ингеборги, королём Дании Вальдемаром II, Филипп наконец позволил признать Ингеборгу королевой Франции в 1213 году.

## Браки и дети
Первым наречённым Марии был принц Александр Шотландский (будущий король Александр II); им обоим было всего два года. Их помолвка была разорвана около 1202 года, задолго до того, как 16-летний Александр стал королём в 1214 году.
Вторая помолвка Марии была с Артуром I, герцогом Бретани, который сражался против Иоанна за трон Англии. Отец Марии признал права Артура на многие французские земли, но также и признал Иоанна законным королём Англии. Мария и Артур были обручены в 1202 году, но так никогда и не поженились из-за предполагаемой гибели Артура, в которой обвинили Иоанна.
Мария вышла замуж в первый раз за Филиппа I, маркграфа Намюра, в 1211 году. Это было дипломатическим ходом её отца Филиппа II с целью получить контроль над Фландрией и Эно. Брак был бездетным, и Филипп умер в 1212 году.
Овдовев, Мария смогла повторно выйти замуж. 22 апреля 1213 года в Суассоне она сочеталась браком с Генрихом I, герцогом Брабанта. Это был второй брак для них обоих, поскольку Генрих овдовел за три года до этого, когда скончалась его первая супруга, Матильда Булонская. 
У супругов было две дочери:
- Елизавета (ум. 23 октября 1272), первый муж (с 1233) — Дитрих Клевский (1214—1244), господин Динслакена, второй муж (с 1246) — Герхард II Вассенбергский (ум. 1255)
- Мария, умерла в детстве